# Gibson Les Paul
A Gibson Les Paul modell a világ egyik legnevesebb elektromos gitárja. Nevét Les Paul amerikai dzsesszgitáros után kapta, aki fontos szerepet vállalt az elektromos gitárok kifejlesztésében. Sok zeneszerző választotta ezt a típust, köztük Slash, a Guns N’ Roses gitárosa és James Hetfield, a Metallica frontembere. Egyedi és univerzális hangzása miatt sokak kedvence lett ez a típus.

## Története
Az elektromos hangszedő felfedezését követően, Les Paul egy félig tömör testű prototípussal állt elő, melyet kedvesen csak „Farönk” (The Log) néven emlegetett primitív kialakítása miatt: lényegében egy fenyődeszkára erősített hangszedőről volt szó, melyet egy üreges gitártestbe integrált. Az eredményt 1946-ban mutatta meg a Gibson cégnek, de ők nem voltak vevők az ötletre és inkább az ES-150-es üreges testű sorozatra koncentráltak.
Később a Fender Telecaster sikereit látva a tömör testű (solidbody) elektromos gitárok piacán, a Gibson úgy döntött, hogy mégis érdemes belevágni egy ilyen modell gyártásába. A csúcsminőségű, precízen összeszerelt modellt Ted McCarty, a cég akkori igazgatója tervezte 1952-ben és a visszautasított ötletgazda tiszteletére a Les Paul modell nevet kapta. A hangszer sikeresnek bizonyult egészen 1960-ig, amikor az eladások csökkenése miatt a Gibson leállította a gyártását és helyette bevezette az SG modellt. Később a zenész-társadalom nyomására 1968-ban újraindult a forgalmazása, mely napjainkig tart, minden idők egyik legnagyobb hatású hangszerévé téve a Les Pault.

## Felépítése

### Alapszerkezet
A hangszertest alakja a klasszikus Gibson gitárok hagyományait viszi tovább. A hangszer fedlapja juhar, míg a tömör test faanyaga mahagóni (a test 1983 óta már nem tömör, akkor kezdték el a súlycsökkentést, mely eleinte 9 nagyméretű furatot jelentett, majd 2006 után megjelentek a "chambered" testek, azaz üregeket martak a testbe). A hagyományos Les Paul-forma „nyolcas alakú”, és csak egy – alsó – bevágással rendelkezik, bár léteznek két bevágásos modellek is.

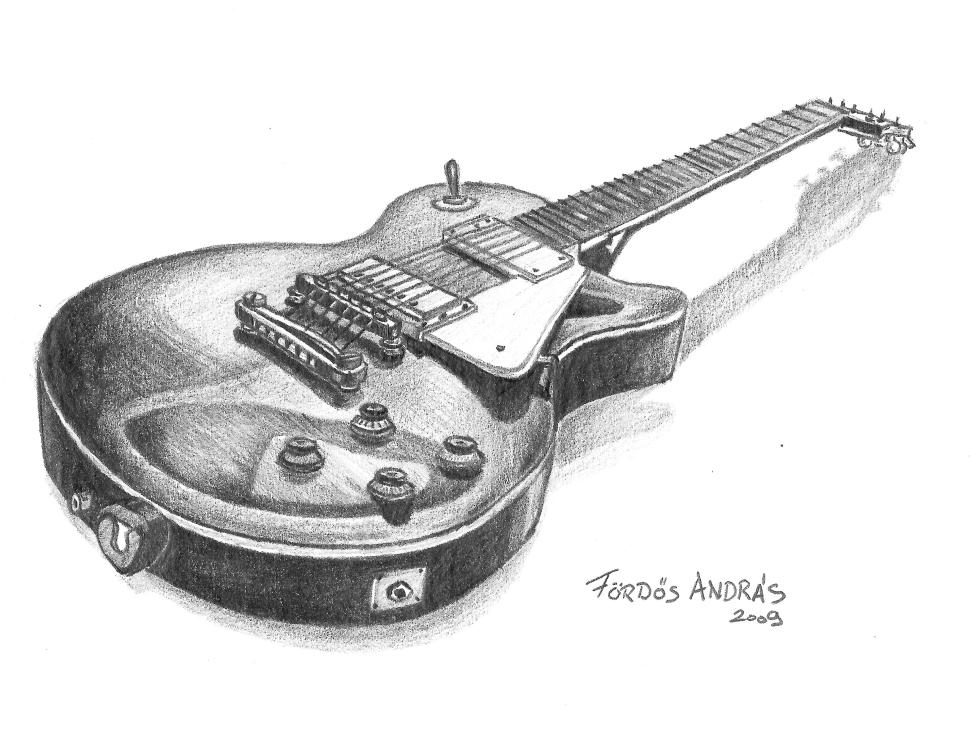
Les Paul test

#### Test
A hangszertest alakja a klasszikus Gibson gitárok hagyományait viszi tovább. A hangszer fedlapja juhar, míg a tömör test faanyaga mahagóni. A hagyományos Les Paul-forma „nyolcas alakú”, és csak egy – alsó – bevágással rendelkezik, bár léteznek két bevágásos modellek is.
A testen a nyak csatlakozása mellett található a hangszedő-váltó kapcsolója. A húrlábak alatt/mellett, a test átlósan másik oldalán a hangerő és hangszínszabálytó tekerős potméterek. Bizonyos modellek rendelkeznek még egy kis méretű – szándékosan nem stabil koptatólappal, a hangszedők mellett.
A Les Paul rengeteg színben kapható – modellvariánstól függően. A felületkezelés, hagyományosan egyszínű, de 1958-tól bevezették a napégette hatást keltő „sunburst” szín

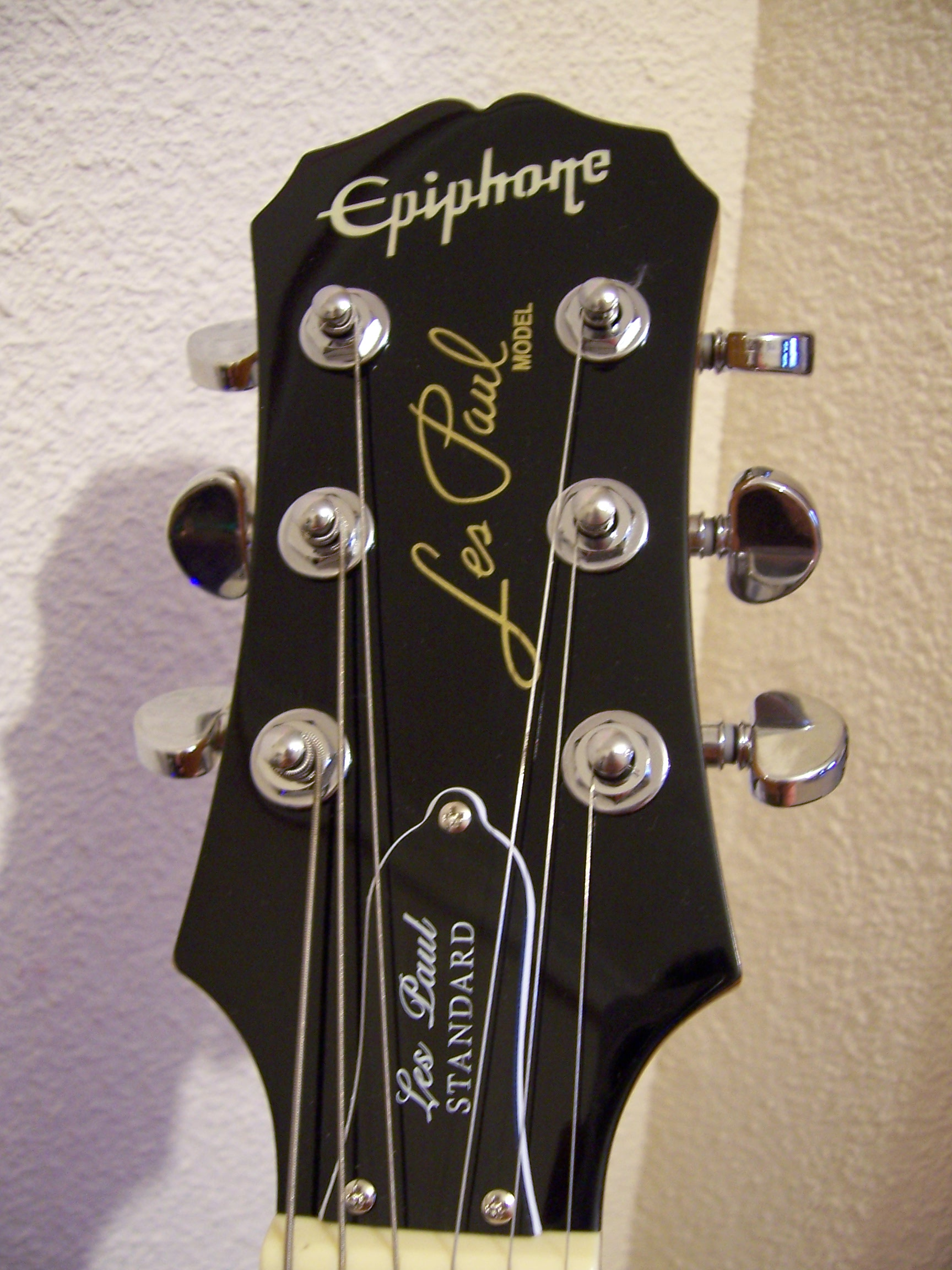
Epiphone Les Paul fej

#### Nyak
A Les Paul nyaka mahagóni fából készül, 22 bunddal, hagyományosan trapéz alakú berakásokkal. A nyak a standard modellek esetén a 16. érintőnél, ragasztással kapcsolódik a testhez, ami lehetővé teszi, hogy a nyak ne vastagodjon el a magasabb fekvéseknél, így könnyebb játszhatóságot biztosít, mint a csavarozott nyakak, sőt hangátvitele is sokkal jobb. Karbantartási szempontból azonban nem előnyös a megoldás, hiszen a gitárnyak nem cserélhető, így bonyolultak az olyan műveletek, mint például az újrabundozás, vagy a fogólap csiszolása.

#### Fej
A Les Paul modellek feje az akusztikus gitárok hagyományait követően a 3+3-as hangolókulcs elrendezéssel rendelkezik. A fej döntött és mivel szimmetrikus kialakítású, a húrvezető nyeregre mindkét oldalon közel egyenlő nyomást fejtenek ki a húrok. A fej tetején található a Gibson-logó (A képen a Gibson olcsóbb változatait gyártó Epiphone fej látható), alján a nyereg fölötti, a nyakmerevítő pálca végét és vájatát takaró műanyag lemez pedig egy harang alakú forma, melybe a Les Paul-logó és a modell megnevezése kerül. A fej hátulján található a "Made In USA" felirat és a gitár szériaszáma. Az első és az ötödik száma a gitár gyártási évét jelöli.

### Húrozás

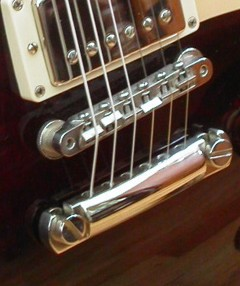
Tune-o-Matic húrláb felette a híd-oldali, „humbucker” hangszedő

A Les Paul Standard acélpalástolt húrokkal készül. A híd eredetileg trapéz alakú húrláb volt, de egy későbbi fejlesztést követően, 1954-ben átálltak az újfajta Tune-o-matic húrlábakra. A húrláb nem rendelkezik tremolóval, ennek köszönhetően roppant stabil és jó hangátvitellel rendelkezik. A hangszer skálahosszúsága a felső nyeregig 62 centiméter ahol a húrok a szimmetrikus, döntött fejen hat hangolókulcsra csavarodnak fel, külön húrvezető nélkül.

### Hangszedők
Amikor a hangszer 1952-ben piacra került még a régi P-90-es egytekercses (single coil) hangszedőkkel volt kapható. Három évvel a gyártás leállítása előtt, 1957-ben a Gibson váltott, és két tekercset tartalmazó ún. humbucker hangszedővel szerelte fel a hangszert, így kiküszöbölve a régi hangszedők okozta zajt és búgást. A humbucker interferencia-elven működve oltja ki a nemkívánatos, zavaró jeleket, letisztult hangképet nyújt. Hangzása a single coil hangszedőhöz képest melegebb, dúsabb és hangosabb. A zajtalanság növelésére némelyik humbucker-típust körben fémlemezzel burkolják (árnyékolják) - (zárt hangszedő). Egyes Les Paul típusokban (pl. Custom) a fokozott zajtalanság elérésére az egész elektronika acéllemezzel burkolt a testen belül (kapcsoló, potméterek), míg a vezetékek mindig árnyékolt kivitelűek. Modernebb változatai a "karcosabb" hang/olcsóbb kivitel érdekében fémburkolat nélküliek (nyitott hangszedő). Később, az 1968-as újraindítást követően már végig ez az elrendezés maradt használatban egészen napjainkig. Az első ilyen megoldással szerelt modellek, az '58-59-es Les Paulok, ma a legértékesebb elektromos gitárnak számítanak a gyűjtők körében: egy-egy modell több millió forintos áron cserél gazdát.